# Поток Пальма
Пото́к Па́льма — стационарный ординарный поток однородных событий, характеризующийся следующим свойством:
если t1, t2, ... — последовательные моменты наступления событий, отсчитываемые от произвольного момента времени, то
t1, t2-t1, ..., tn-tn-1, ... — независимые случайные величины, причём
t2-t1, ..., tn-tn-1, ... — положительные случайные величины с функцией распределения вероятностей F(x),
и среднее время между событиями
{\displaystyle \tau =\int \limits _{0}^{\infty }xdF(x)}
конечно, а t1 имеет плотность вероятности
{\displaystyle \rho _{0}(x)={\frac {1}{\tau }}\left[1-F(x)\right],\ x\geq 0}
Если F(x) — экспоненциальное распределение, то поток Пальма превращается в простейший поток. Поток, образованный каждым k-м событием простейшего потока, называется потоком Эрланга порядка k. Если в многолинейной системе массового обслуживания с потерями входящий поток — простейший, а время обслуживания имеет экспоненциальное распределение, то поток требований, потерянных этой системой (заставших систему полностью занятой), является в стационарном случае потоком Пальма.